# Golpe de palacio
Golpe de palacio o golpe palaciego es un tipo de golpe de Estado por el cual un gobernante o un sector del gobierno, es desplazado por fuerzas pertenecientes al mismo gobierno, sin seguir las normas legales establecidas para el reemplazo de los funcionarios. Es muy habitual la existencia de golpes palaciegos dentro de las dictaduras surgidas de golpes de Estados.

## Origen
Como su nombre lo indica, la denominación proviene de las luchas internas en los gobiernos monárquicos, para desplazar funcionarios que desempeñaban cargos importantes en los "palacios".

## Características
La característica esencial de un golpe de palacio es la continuidad general del régimen, aun cuando el golpe pueda producir un sustancial cambio de rumbo. El golpe palaciego suele mantener una apariencia de continuidad o de normalidad del cambio producido, muchas veces encubriéndolas con renuncias o designaciones que aparecen como legales, pero en realidad han sido forzadas.
Refiriéndose a los golpes de palacio producidos en Argentina dentro de los gobiernos militares que accedieron al poder mediante golpes de Estado, Pellet Lastra explica la diferencia entre ambos conceptos:

Hay grandes diferencias entre el golpe de Estado y el golpe de Palacio: en el golpe de Estado generalmente hay un movimiento militar con tropas o una decisión del conjunto de las fuerzas armadas fuera del Palacio de Gobierno para llegar al poder, mientras que, por el contrario, el golpe de Palacio se produce cuando las fuerzas armadas están detentando el poder, en donde la información que se da al respecto es limitada y los protagonistas son sólo militares.

Aunque en general se trata de movimientos de fuerzas o influencia que se desarrollan con mínima exposición pública, entre los propios miembros de un gobierno, se han realizado golpes palaciegos con considerable participación cívica, como fue el caso del que desplazó de la vicepresidencia a Juan D. Perón el 8 de octubre de 1945.

## Golpes de palacio por país

### Argentina
En la Argentina se produjeron varios golpes de palacio, la mayoría de ellos, pero no todos dentro de dictaduras militares.
- "Renuncia" del Presidente Miguel Juárez Celman (1890). En 1890, durante la presidencia de Miguel Juárez Celman se produjo un alzamiento cívico-militar conocido como Revolución del 90. Si bien la sublevación fue vencida por el gobierno, el 6 de agosto de 1890, una semana después de la rendición, bajo presión de los senadores oficialistas impulsados por Julio A. Roca y el vicepresidente Carlos Pellegrini, Juárez Celman se vio obligado a renunciar, asumiendo Pellegrini. Uno de los senadores roquistas pronunció una frase que se hizo famosa: "la revolución está vencida, pero el gobierno está muerto".

- "Renuncia" del Presidente de facto general Arturo Rawson (1943). Dos días después de tomar el poder mediante un golpe de Estado que dio inicio a una dictadura autodenominada Revolución del 43, el presidente de facto General Arturo Rawson, se vio obligado a renunciar el 6 de junio de 1943, bajo presión de los otros militares golpistas, disconformes con varios de los ministros que a serían designados. Asumió el General Pedro Pablo Ramírez.

- "Renuncia" del Presidente de facto general Pedro Pablo Ramírez (1944). El 24 de febrero de 1944, también dentro de la Revolución del 43, un grupo de militares le exigieron la renuncia al presidente de facto Pedro Pablo Ramírez. En medio de la controversia del caso acordaron que el presidente de facto tomaría una licencia por razones de "fatiga", asumiendo "interinamente" al día siguiente, el vicepresidente y también general Edelmiro Farrell. Luego de intentar vanamente organizar un contragolpe, Ramírez renunció el 9 de marzo del mismo año mediante un extenso documento, difundido públicamente, en el que relata todos los pasos que llevaron a su deposición. Utilizando el texto de renuncia del Presidente Ramírez, Estados Unidos no reconocería al nuevo gobierno y retiraría a su embajador en Buenos Aires, presionando al resto de las países latinoamericanos y a Gran Bretaña para que hicieran lo mismo.

- "Renuncia" del Vicepresidente de facto coronel Juan D. Perón (1945). El 8 de octubre de 1945 la guarnición militar de Campo de Mayo, con apoyo de partidos políticos como la Unión Cívica Radical, le exigió al Vicepresidente de facto coronel Juan D. Perón la renuncia a su cargo y su retiro del gobierno. Luego de varios días de tensiones, Perón fue detenido el 12 de octubre. El día 17 de octubre, los sindicatos impulsaron una gran marcha obrera que tuvo como resultado liberar a Perón, aunque no reponerlo en su cargo, llamándose a elecciones democráticas a ser realizadas el 24 de febrero de 1946, que ganó finalmente el propio Perón.

- Remoción del presidente de facto general Eduardo Lonardi (1955). El 13 de noviembre durante la dictadura autodenominada Revolución Libertadora, el presidente de facto general Lonardi, dejó su cargo para que asumiera un nuevo presidente de facto, el general Pedro Eugenio Aramburu. Como Lonardi se negaba a firmar su renuncia, el día siguiente el gobierno militar dio a conocer tres comunicados con la firma de Aramburu informando de los motivos del desplazamiento de Lonardi: el primero se limitó a informar del cese de Lonardi; el segundo sostuvo que Lonardi había sido depuesto debido a la "presencia de grupos que orientaron su política hacia un extremismo totalitario incompatible con las convicciones democráticas de la Revolución Libertadora"; y el tercero amplía las razones acusando al grupo de Lonardi de "escudarse tras el estandarte de la religión católica".[2]

- "Renuncias y designaciones" de ministros y funcionarios durante la presidencia de Arturo Frondizi (1958-1962). Durante la presidencia de Arturo Frondizi las Fuerzas Armadas exigieron varias veces decisiones políticas al Presidente. Entre ellas se encuentran la imposición de ministros, como sucedió con el ministro de Economía Álvaro Alsogaray, luego del intento de golpe militar iniciado por el general Arturo Ossorio Arana el 19 de junio de 1959.[3] También fue un golpe palaciego la reinstalación en su cargo del Comandante en Jefe del Ejército, el general Carlos Toranzo Montero, destituido por orden del Presidente Frondizi, el día anterior, 3 de septiembre de 1959.[4]

- Las "renuncias" de Onganía, Levingston, Videla, Viola y Galtieri. Los presidentes de facto Juan Carlos Onganía (1966-1970), Marcelo Levingston (1970-1971), Jorge Rafael Videla (1976-1980), Roberto Viola (1980-1981) y Leopoldo Fortunato Galtieri (1981-1982). Los dos primeros pertencieron a una dictadura autodenominada Revolución Argentina, mientras que los dos últimos pertenecieron a un régimen dictatorial autodenominado Proceso de Reorganización Nacional. Todos ellos "renunciaron" en evidentes circunstancias de pugnas de poder internas. Sin embargo es discutible que pueda hablarse en esos casos de "golpe palaciego", ya que en todos los casos fueron removidos por juntas militares que se reservaban el poder supremo del país, y que habían dictado "estatutos" que le atribuían el derecho a designar y remover al presidente. En estos casos, entonces, los eventuales golpes palaciegos estuvieron más relacionados con las formas de acceso a las juntas militares.